# Tipula taikun
Tipula taikun är en tvåvingeart som beskrevs av Alexander 1921. Tipula taikun ingår i släktet Tipula och familjen storharkrankar. Inga underarter finns listade i Catalogue of Life.